# Florian Dombois
Florian Dombois (* 19. Dezember 1966 in Berlin) ist ein deutscher Künstler. Dombois beschäftigt sich mit Zeit, Landformen, Tektonik, wissenschaftlichen und technischen Fiktionen in unterschiedlichen Darstellungen und Publikationsformaten.

## Leben

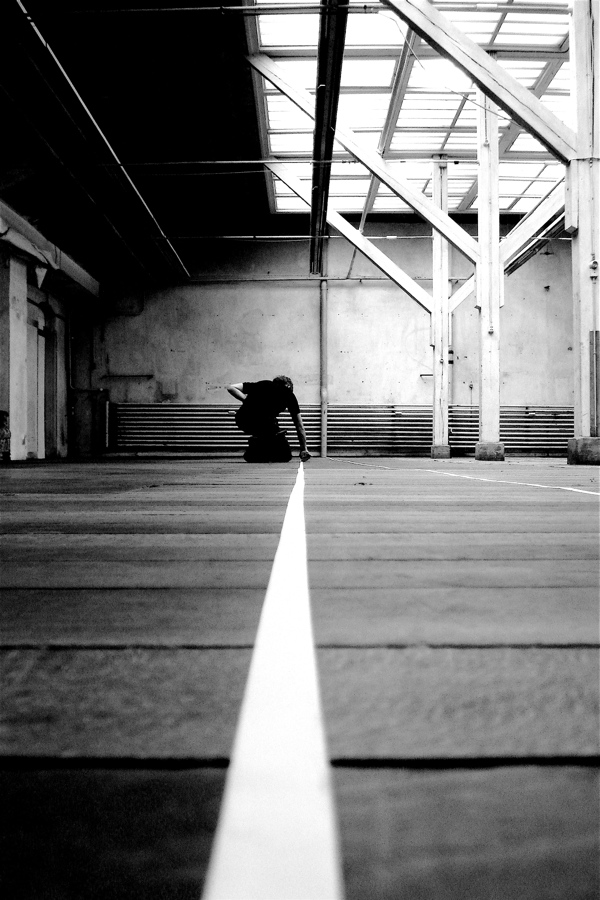
Florian Dombois: What Are The Places Of Danger? Basel 2007.

Florian Dombois studierte Geophysik und Philosophie in Berlin, Kiel und Hawaii und diplomierte in Theoretischer Geophysik. Bei Hartmut Böhme an der Humboldt-Universität zu Berlin wurde er mit der kulturwissenschaftlichen Arbeit „Was ist ein Erdbeben?“ promoviert. Er beschäftigte sich seit 1994 in verschiedenen Projekten mit der Darstellung von seismologischen Phänomenen im künstlerischen Kontext, unter anderem an der Berliner Akademie der Künste. Seine Arbeiten umfassen Klang- und Rauminstallationen, aber auch Happenings und Performances. Von den 1990er Jahren engagierte er sich zwanzig Jahre lang für eine „Kunst als Forschung“ sowie um die künstlerische Urbarmachung der Sonifikation. Von 1999 bis 2005 war er künstlerisch-wissenschaftlicher Mitarbeiter am Fraunhofer-Institut für Medienkommunikation in St. Augustin. Dombois ist Autor mehrerer Fachartikel, Essays und zahlreicher Vorträge und Gastdozenturen an Kunsthochschulen, Forschungsinstitutionen und Universitäten (u. a. Bundeskunsthalle Bonn, Artcenter Los Angeles, ATR Kioto, MIT Cambridge).
2003 erhielt Florian Dombois einen Ruf an die Hochschule der Künste Bern, an der er das Y Institut aufbaute. Seit Herbst 2011 ist er Professor an der Zürcher Hochschule der Künste (ZHdK) und leitet den Forschungsschwerpunkt Transdisziplinarität.

## Auszeichnung
- 2010: Deutscher Klangkunst-Preis

## Ausstellungen (Auswahl)
- 2015: „Inverse“ in der Stadt Dresden (Kunst im öffentlichen Raum)
- 2014: „Struck Modernism“ Museum Haus Konstruktiv Zürich (Einzelausstellung)
- 2014: „Allegory of the Cave Painting“ Extra City Kunsthalle Antwerpen (Gruppenausstellung)
- 2013: „uboc No.1 & stuVi2“ at Boston University Campus (Einzelausstellung)
- 2012: „Päparat Bergsturz“ Bündner Kunstmuseum Chur (Gruppenausstellung)
- 2011: „ArtBoom Festival“ Krakau (Gruppenausstellung)
- 2011: „Die Hornitos“  Klanginstallation im Klangpark im Rhododenrenhain am kurfürstlichen Schloss Koblenz auf der BUGA2011. Sowie „Die letzte Freiheit – Von den Pionieren der Land-Art der 1960er Jahre bis zur Natur im Cyberspace“, Ludwig Museum Koblenz (Gruppenausstellung)
- 2010: „Deutscher Klangkunst-Preis 2010“ Skulpturenmuseum Glaskasten Marl (Gruppenausstellung)
- 2009: „Off the Record“ Galerie gelbe MUSIK Berlin (Einzelausstellung)
- 2009: „A Fantasy for Allan Kaprow“ Contemporary Image Collective - CIC, Kairo (Gruppenausstellung)
- 2008: „The perfect performance is… - A Reply to James Lee Byars, 1978“ Kunstmuseum Bern (CH) (Performance im Rahmen von „I am full of Byars“)
- 2008: „Essential Landscape“ Galerie Bernhard Bischoff (CH) (Duo-Ausstellung mit George Steinmann)
- 2008: „Spectropia“ RIXC / Riga Art Space (LV) (Gruppenausstellung)
- 2008: „Art as Research“ Peer-reviewed Exhibition in der Villa Elisabeth, Berlin (Gruppenausstellung)
- 2007: „What are the places of danger?“ Imprimerie Basel, Schweiz (Einzelausstellung)
- 2007: „A Method and A Device For Reproducing Solid Body Vibrations For The Prediction of Fracture Processes In Solid Bodies, Particularly In The Earth Crust“ Marks Blond Bern (CH) (Einzelausstellung)
- 2006: „Pre-Emptive“ Kunsthalle Bern (CH) (Gruppenausstellung)
- 2006: „Brekzien“ Galerie Rachel Haferkamp, Köln (Einzelausstellung)
- 2004: „Klangraum-Raumklang“ KHM, Köln (Gruppenausstellung)
- 2003: „terra antwort“  Galerie Rachel Haferkamp, Köln (Einzelausstellung)

## Veröffentlichungen (Auswahl)
- Seismic Stations. Buchhandlung Walther König, Köln 2002.
- Kunst als Forschung. Ein Versuch, sich selbst eine Anleitung zu entwerfen. In: Hochschule der Künste Bern (Hrsg.): Hochschule der Künste Bern 2006. Bern 2006, S. 21–29, ISBN 3-87318-556-3.
- Florian Dombois, Guy Krneta (Hrsg.): Nah am Original. Fünf Autoren antworten auf Albert Einstein 2005. Engeler Editor, Basel 2007.
- Florian Dombois, Ute Meta Bauer, Claudia Mareis, Michael Schwab (Hrsg.): Intellectual Birdhouse. Artistic Practice as Research. Koenig, London 2012.
- Florian Dombois (Hrsg.): The Wind Tunnel Model - Transdisciplinary Encounters, Scheidegger & Spiess, Zürich 2017.
- Florian Dombois, Julie Harboe (Hrsg.): Too Big to Scale. On Scaling Space, Number, Time and Energy, Scheidegger & Spiess, Zürich 2017, ISBN 978-3-85881-793-8